# Marcel Lubbermans
Marcel Lubbermans (Engels: Neville Longbottom) is een personage uit de Harry Potterboekenreeks van de Britse schrijfster J.K. Rowling.

## Biografie
Marcel Lubbermans is de zoon van Frank en Lies Lubbermans. Hij is net als Ron Wemel en Draco Malfidus afkomstig uit een volbloed tovenaarsfamilie, maar lijkt geen zeer getalenteerde tovenaar te zijn. Aanvankelijk dacht zijn familie dat hij een Snul was, totdat zijn oudoom Alfred hem op achtjarige leeftijd uit het raam gooide en hij bleek te stuiteren. Die was daarop zó blij, dat hij Marcel een pad, Willibrord genaamd, cadeau gaf, die Marcel tijdens zijn schooljaren op Zweinstein steeds meeneemt maar vaak kwijt is.
Hij woont van kinds af aan bij zijn oma, omdat zijn ouders permanent in het St. Holisto-ziekenhuis verblijven. Ze zijn door Voldemorts handlangers Bellatrix van Detta, Rodolphus van Detta, Rabastan van Detta en Bartolomeus Krenck Jr. zodanig gemarteld met de Cruciatus-vloek dat ze er krankzinnig door zijn geworden. Mogelijk is Marcel door die emotionele schok (deels) zijn toverkracht verloren, al is dat niet zeker. Er is ook een theorie dat hij niet zo goed is in spreuken doordat hij zijn vaders toverstaf gebruikt, waardoor hij niet zijn volledige krachten kan gebruiken - toverspreuken zijn minder effectief wanneer je andermans toverstaf gebruikt.
In de eerste drie schooljaren is Marcel de onhandigste leerling van de school. Zo is hij erg vergeetachtig, wat er onder andere toe leidt dat hij in zijn derde jaar een spiekbriefje maakt met de wachtwoorden van de week, die nodig zijn om toegang te krijgen tot de leerlingenkamer. Hij raakt dat briefje echter kwijt (gestolen door Knikkebeen), waardoor Sirius Zwarts kans ziet door te dringen tot in de slaapzaal van Harry. Als straf mag hij het wachtwoord niet meer weten. Hij is echter wel moedig, dit wordt in het eerste schooljaar al duidelijk voor de lezer. Als hij erachter komt dat Harry, Ron en Hermelien op een verboden nachtelijke speurtocht gaan, wil hij ze tegenhouden. Hermelien moet hem zelfs betoveren om aan hem te ontsnappen. Perkamentus beloont hem voor zijn moedige actie met tien punten voor Griffoendor, omdat hij vindt dat er veel moed voor nodig is om het op te nemen tegen je vrienden. In Harry Potter en de Vuurbeker komt de lezer achter de tragedie uit zijn verleden. Hij is ook een van de weinigen die Harry en Perkamentus gelooft dat Voldemort is teruggekeerd en sluit zich in het vijfde boek (Harry Potter en de Orde van de Feniks) dan ook aan bij de Strijders van Perkamentus. Zijn motivatie om een betere tovenaar te worden neemt sterk toe als hij hoort dat Bellatrix van Detta, de Dooddoener die verantwoordelijk is voor de toestand van zijn ouders, ontsnapt is uit Azkaban, de tovenaarsgevangenis. Hij is vastberaden de moeilijke spreuken onder de knie te krijgen en compenseert daarmee zijn onhandigheid.
Marcel is ook betrokken bij het gevecht op het Departement van Mystificatie en stond op het punt net zo erg gemarteld te worden als zijn ouders, toen de leden van de Orde van de Feniks binnenvielen. Tijdens het gevecht brak hij zijn neus (en zijn toverstok), maar hij herstelde volledig.
Hij heeft een groot ontzag voor zijn grootmoeder en hij verwacht dan ook dat zij woedend op hem zal zijn vanwege het breken van zijn toverstok; die was van zijn vader geweest. Maar zijn grootmoeder daarentegen is trots op zijn moedige gedrag en in Harry Potter en de Halfbloed Prins heeft Marcel een nieuwe toverstok gekregen van haar. Hij haalde niet de gewenste "Boven Verwachting" die nodig was om verder te mogen gaan met het schoolvak Transfiguratie maar ging zich op advies van Professor Anderling vooral toeleggen op de vakken Bezweringen en Kruidenkunde. Toen Harry en Perkamentus de school verlieten op zoek naar een Gruzielement, waren Marcel, Ginny en Loena de enigen die reageerden op de oproep van Ron en Hermelien. Samen met de Orde van de Feniks vocht hij tegen de Dooddoeners die de school binnenvielen. Hij raakte gewond maar herstelde opnieuw. Natuurlijk woont hij ook Perkamentus' begrafenis bij. Harry realiseert zich dan waarom Marcel, Loena en Ginny als enigen reageerden op de oproep van de SVP: zij misten de SVP het meest.
Wat Marcel zelf niet weet is dat hijzelf in de situatie van Harry had kunnen zitten, aangezien de zieneres Sybilla Zwamdrift een voorspelling heeft gedaan over een tovenaarskind van ouders die Voldemort driemaal hebben gedwarsboomd. Frank en Lies Lubbermans voldeden ook aan deze beschrijving. Maar het was Marcels eigen geluk dat Voldemort hem niet aanwees als rivaal maar de jonge Harry Potter, die een halfbloed is, net als Voldemort zelf.
In deel 7 is Marcel opnieuw, samen met Loena en Ginny Wemel, degene die de SVP weer op poten zet tijdens de afwezigheid van Harry, Ron en Hermelien. Hij blijft zich verzetten tegen de Dooddoeners die op school verblijven en loopt daarbij nogal wat fysieke schade op. Om hem te grazen te nemen besluiten de Dooddoeners achter zijn oma, Augusta Lubbermans, aan te gaan maar zij weet te ontsnappen. Daarna verblijft hij in de Kamer van Hoge Nood, waarin hij Harry, Ron en Hermelien ontvangt als ze weer terugkomen naar de school. Hij heeft hier weer een hele groep leerlingen verzameld die zich verzetten tegen Heer Voldemort.
Uiteindelijk is hij degene die het laatste Gruzielement vernietigt: de slang Nagini. Hij doet dit met het zwaard van Goderic Griffoendor, dat verschijnt in de Sorteerhoed. Hieruit blijkt dat hij een echte Griffoendor is.
In de epiloog van deel 7 wordt duidelijk dat Marcel leraar is geworden in het vak waarin hij altijd al heel goed is geweest: Kruidenkunde. Hij is ook de peetvader van Albus Severus Potter. J.K. Rowling maakte in een interview bekend dat Marcel trouwde met Hannah Albedil.

## Curriculum vitae
Marcel haalt vier SLIJMBALLEN: Kruidenkunde (Uitmuntend), Bezweringen (Boven Verwachting), Verweer tegen de Zwarte Kunsten (Boven Verwachting), Gedaanteverwisseling (Acceptabel).
| Beroep              | Vanaf                            | Tot                             |
| ------------------- | -------------------------------- | ------------------------------- |
| Schouwer            | Begin jaren 10 van de 21ste eeuw | Eind jaren 10 van de 21ste eeuw |
| Leraar Kruidenkunde | Eind jaren 10 van de 21ste eeuw  | -                               |

## Kwaliteiten en bezittingen
- Marcel bezit een Mimbulus Mimbeltonia, een zeer zeldzame plant.
- Tot het gevecht op het Ministerie in Harry Potter en de Orde van de Feniks gebruikte Marcel de toverstok van zijn vader, maar die brak tijdens dat gevecht. De toverstok die hij bij Olivander kocht is een van de laatste die Olivander heeft verkocht.
- Marcel is niet erg getalenteerd met toverstok, bezem of ketel, maar wel heel erg goed in Kruidenkunde. Echter, vanaf het vijfde schooljaar maakt hij met behulp van Harry Potter en de Strijders van Perkamentus een inhaalslag op het gebied van vervloekingen.
- Marcel heeft een geheugensteen. Dat is een steen die rood wordt als je iets vergeet. Marcel kreeg deze steen van z'n oma omdat hij erg vergeetachtig is. In boek 5 zegt hij echter dat hij deze al tijden kwijt is.
- Willibrord, een pad, is het huisdier van Marcel. In de boeken is hij die veel kwijt. De eerste film is de enige film waar duidelijk wordt gemaakt dat hij die kwijt is.

## Lubbermans familie
|                  |                  |                  |                  |                  |                  |  |  |                    |                    |                    |                    |                    |                    |  |  |                    |                    |                    |                    |                    |                    |                   |                   |                   |                   |                   |                   |                   |                   |                |                |                 |                 |                 |                 |                 |                 |
|                  |                  |                  |                  |                  |                  |  |  |                    |                    |                    |                    |                    |                    |  |  |                    |                    |                    |                    |                    |                    |                   |                   |                   |                   |                   |                   |                   |                   |                |                |                 |                 |                 |                 |                 |                 |
| Callidora Zwarts | Callidora Zwarts | Callidora Zwarts | Callidora Zwarts | Callidora Zwarts | Callidora Zwarts |  |  | Harfang Lubbermans | Harfang Lubbermans | Harfang Lubbermans | Harfang Lubbermans | Harfang Lubbermans | Harfang Lubbermans |  |  | Augusta Lubbermans | Augusta Lubbermans | Augusta Lubbermans | Augusta Lubbermans | Augusta Lubbermans | Augusta Lubbermans |                   |                   | Alfred Lubbermans | Alfred Lubbermans | Alfred Lubbermans | Alfred Lubbermans | Alfred Lubbermans | Alfred Lubbermans |                |                | Edna Lubbermans | Edna Lubbermans | Edna Lubbermans | Edna Lubbermans | Edna Lubbermans | Edna Lubbermans |
| Callidora Zwarts | Callidora Zwarts | Callidora Zwarts | Callidora Zwarts | Callidora Zwarts | Callidora Zwarts |  |  | Harfang Lubbermans | Harfang Lubbermans | Harfang Lubbermans | Harfang Lubbermans | Harfang Lubbermans | Harfang Lubbermans |  |  | Augusta Lubbermans | Augusta Lubbermans | Augusta Lubbermans | Augusta Lubbermans | Augusta Lubbermans | Augusta Lubbermans |                   |                   | Alfred Lubbermans | Alfred Lubbermans | Alfred Lubbermans | Alfred Lubbermans | Alfred Lubbermans | Alfred Lubbermans |                |                | Edna Lubbermans | Edna Lubbermans | Edna Lubbermans | Edna Lubbermans | Edna Lubbermans | Edna Lubbermans |
|                  |                  |                  |                  |                  |                  |  |  |                    |                    |                    |                    |                    |                    |  |  |                    |                    |                    |                    |                    |                    |                   |                   |                   |                   |                   |                   |                   |                   |                |                |                 |                 |                 |                 |                 |                 |
|                  |                  |                  |                  |                  |                  |  |  |                    |                    |                    |                    |                    |                    |  |  | Frank Lubbermans   | Frank Lubbermans   | Frank Lubbermans   | Frank Lubbermans   | Frank Lubbermans   | Frank Lubbermans   |                   |                   | Lies Lubbermans   | Lies Lubbermans   | Lies Lubbermans   | Lies Lubbermans   | Lies Lubbermans   | Lies Lubbermans   |                |                |                 |                 |                 |                 |                 |                 |
|                  |                  |                  |                  |                  |                  |  |  |                    |                    |                    |                    |                    |                    |  |  | Frank Lubbermans   | Frank Lubbermans   | Frank Lubbermans   | Frank Lubbermans   | Frank Lubbermans   | Frank Lubbermans   |                   |                   | Lies Lubbermans   | Lies Lubbermans   | Lies Lubbermans   | Lies Lubbermans   | Lies Lubbermans   | Lies Lubbermans   |                |                |                 |                 |                 |                 |                 |                 |
|                  |                  |                  |                  |                  |                  |  |  |                    |                    |                    |                    |                    |                    |  |  |                    |                    |                    |                    |                    |                    |                   |                   |                   |                   |                   |                   |                   |                   |                |                |                 |                 |                 |                 |                 |                 |
|                  |                  |                  |                  |                  |                  |  |  |                    |                    |                    |                    |                    |                    |  |  |                    |                    |                    |                    | Marcel Lubbermans  | Marcel Lubbermans  | Marcel Lubbermans | Marcel Lubbermans | Marcel Lubbermans | Marcel Lubbermans |                   |                   | Hannah Albedil    | Hannah Albedil    | Hannah Albedil | Hannah Albedil | Hannah Albedil  | Hannah Albedil  |                 |                 |                 |                 |
|                  |                  |                  |                  |                  |                  |  |  |                    |                    |                    |                    |                    |                    |  |  |                    |                    |                    |                    | Marcel Lubbermans  | Marcel Lubbermans  | Marcel Lubbermans | Marcel Lubbermans | Marcel Lubbermans | Marcel Lubbermans |                   |                   | Hannah Albedil    | Hannah Albedil    | Hannah Albedil | Hannah Albedil | Hannah Albedil  | Hannah Albedil  |                 |                 |                 |                 |

## Noot
1. ↑  "Interview met JK Rowling", LeakyCauldron.com, 19 oktober 2007. Geraadpleegd op 20 oktober 2007.